# Oligia obliquifascia
Oligia obliquifascia är en fjärilsart som beskrevs av George Francis Hampson 1895. Oligia obliquifascia ingår i släktet Oligia och familjen nattflyn. Inga underarter finns listade i Catalogue of Life.